# Klessheim (zámek)
Zámek Klessheim je palác situovaný ve stejnojmenné obci, 4 kilometry západně od Salcburku v Rakousku.

## Historie
Kleßheim byl původně jen malý dům, který v roce 1690 získal do majetku biskup Jan Arnošt hrabě z Thunu. Architekt Johann Bernhard Fischer z Erlachu jej přestavěl na letohrádek Favorita po roce 1700, avšak po jeho smrti jeho následník František Antonín z Harrachu práce přerušil. Biskup Leopold Anton von Firmian, který budoval zámek Leopoldskron, práce dokončil. Později byl k zámku dobudován anglický park.

### Druhá světová válka
Adolf Hitler zámek využíval k ubytování hostů a pořádání konferencí během svých pobytů v Orlím hnízdě na Berghofu v Obersalzbergu poblíž Berchtesgadenu. Během druhé světové války byl zámek mimo dosah spojeneckých bombardérů. Dne 15. března 1944 zde Hitler při příležitosti pátého výročí vyhlášení Protektorátu Čechy a Morava přijal předsedu protektorátní vlády Jaroslava Krejčího i v zastoupení nemocného prezidenta Emila Háchy. Dne 7. července 1944, během výstavy zbraní, zde byl naplánován atentát na Hitlera. Německý důstojník Helmuth Stieff však neodpálil roznětku bomby.
Orli ztvárnění na vchodovém portálu jsou zhotoveni z vápence, a připomínají období Třetí říše.

### Po druhé světové válce
Během studené války na zámku neutrální Rakousko hostilo významné zahraniční návštěvy a pořádalo konference. Zámek je ve vlastnictví spolkové země Salcbursko. Nachází se v něm kasino.

## Odraz v kultuře
Zámek byl využit v roce 1965 k natáčení filmu Velké závody s Jackem Lemmonem, Tonym Curtisem a Peterem Falkem.